# Pétros Protopapadákis
Pétros Protopapadákis (em grego: Πέτρος Πρωτοπαπαδάκης; 1860 — 1922) foi um político da Grécia. Ocupou o cargo de primeiro-ministro da Grécia entre 22 de Maio de 1922 a 10 de Setembro de 1922.